# 후난위성텔레비전

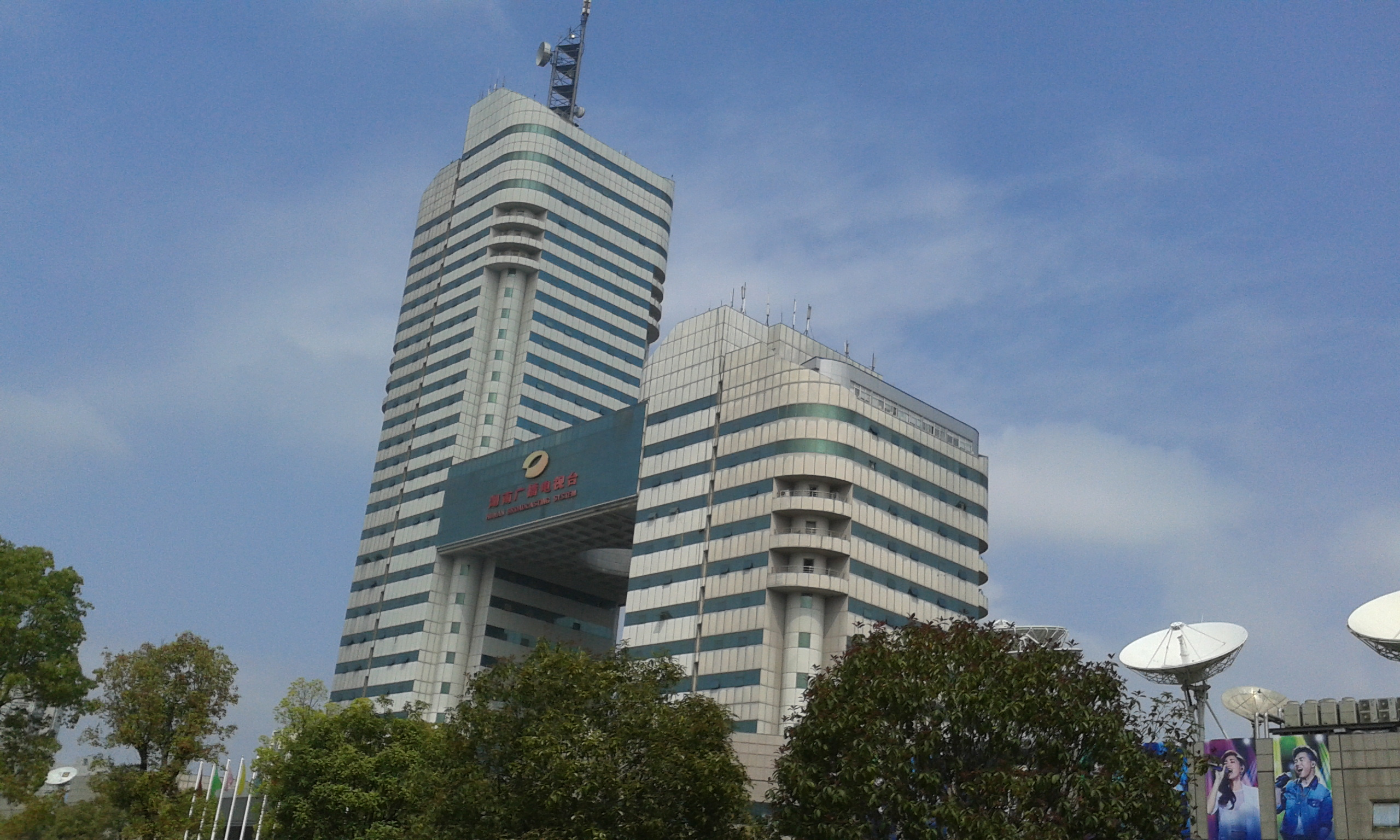
본사

후난위성텔레비전(영어: Hunan Television, 중국어: 湖南卫视)는 중국 창사에 위치하고 있는 중국의 지역 위성 텔레비전 방송국으로 1997년 1월 1일에 개국했으며, 현재 중국에서 봉황TV 다음으로 두번째로 많이 본 채널이다. 후난 브로드캐스팅 시스템(湖南广播电视台,与湖南广播影视集团有限公司,[영]Hunan Broadcasting System, HBS)이 소유하고 있다.

## 같이 보기
- 망고 TV